# Seznam premiérů Haiti
Seznam premiérů Haiti představuje chronologický přehled osob, které stály v čele vlády Haiti. Mezi 21. říjnem 1997 až 26. březnem 1999 byl tento vrcholný úřad výkonné moci zrušen. 
Předseda vlády je jmenován prezidentem republiky a potvrzen zákonodárným sborem Národním shromáždění. Premiér navrhuje členy vlády a žádá parlament o vyslovení důvěry. Spolu s prezidentem je odpovědný za obranu státu. Vláda spolu s parlamentem disponuje také mocí zákonodárnou.

## Přehled premiérů
|  | fotografie                                              | premiér                                      | nástup do úřadu    | opuštění úřadu     | prezident                                               |
|  | ------------------------------------------------------- | -------------------------------------------- | ------------------ | ------------------ | ------------------------------------------------------- |
|  | Obrázek této osoby není k dispozici                     | Martial Célestin                             | 9. února 1988      | 20. června 1988    | Leslie Manigat                                          |
|  | Mezi 20. červnem 1988 až 13. únorem 1991 úřad zrušen    |                                              |                    |                    |                                                         |
|  |                                                         | René Préval                                  | 13. února 1991     | 11. října 1991     | Jean-Bertrand Aristide                                  |
|  | Obrázek této osoby není k dispozici                     | Jean-Jacques Honorat                         | 11. října 1991     | 19. června 1992    | Joseph Nérette (zastupující)                            |
|  | Obrázek této osoby není k dispozici                     | Marc Bazin                                   | 19. června 1992    | 30. srpna 1993     | Marc Bazin                                              |
|  | Obrázek této osoby není k dispozici                     | Robert Malval                                | 30. srpna 1993     | 8. listopadu 1994  | Émile Jonassaint (zastupující)                          |
|  | Obrázek této osoby není k dispozici                     | Smarck Michel                                | 8. listopadu 1994  | 7. listopadu 1995  | Jean-Bertrand Aristide                                  |
|  | Obrázek této osoby není k dispozici                     | Claudette Werleighová                        | 7. listopadu 1995  | 27. února 1996     | Jean-Bertrand Aristide                                  |
|  | Obrázek této osoby není k dispozici                     | Rosny Smarth                                 | 27. února 1996     | 20. října 1997     | René Préval                                             |
|  | Mezi 21. říjnem 1997 až 26. březnem 1999 úřad neobsazen |                                              |                    |                    |                                                         |
|  |                                                         | Jacques-Édouard Alexis (1. období)           | 26. března 1999    | 2. března 2001     | René Préval Jean-Bertrand Aristide                      |
|  | Obrázek této osoby není k dispozici                     | Jean Marie Chérestal                         | 2. března 2001     | 15. března 2002    | Jean-Bertrand Aristide                                  |
|  |                                                         | Yvon Neptune                                 | 15. března 2002    | 12. března 2004    | Jean-Bertrand Aristide Boniface Alexandre (zastupující) |
|  |                                                         | Gérard Latortue                              | 12. března 2004    | 9. června 2006     | Boniface Alexandre (zastupující) René Préval            |
|  |                                                         | Jacques-Édouard Alexis (2. období)           | 9. června 2006     | 5. září 2008       | René Préval                                             |
|  |                                                         | Michèle Pierreová-Louisová                   | 5. září 2008       | 11. listopadu 2009 | René Préval                                             |
|  |                                                         | Jean-Max Bellerive                           | 11. listopadu 2009 | 18. října 2011     | René Préval Michel Martelly                             |
|  |                                                         | Garry Conille                                | 18. října 2011     | 16. května 2012    | Michel Martelly                                         |
|  |                                                         | Laurent Lamothe                              | 16. května 2012    | 14. prosince 2014  | Michel Martelly                                         |
|  |                                                         | Florence Duperval Guillaumeová (zastupující) | 20. prosince 2014  | 16. ledna 2015     | Michel Martelly                                         |
|  |                                                         | Evans Paul                                   | 16. ledna 2015     | 26. února 2016     | Michel Martelly Jocelerme Privert                       |
|  | Obrázek této osoby není k dispozici                     | Fritz Jean                                   | 26. února 2016     | 28. března 2016    | Jocelerme Privert                                       |
|  |                                                         | Enex Jean-Charles                            | 28. března 2016    | 21. března 2017    | Jocelerme Privert Jovenel Moïse                         |
|  |                                                         | Jack Guy Lafontant                           | 21. března 2017    | 17. září 2018      | Jovenel Moïse                                           |
|  |                                                         | Jean Henry Céant                             | 17. září 2018      | 21. března 2019    | Jovenel Moïse                                           |
|  |                                                         | Jean-Michel Lapin (zastupující)              | 21. března 2019    | 4. března 2020     | Jovenel Moïse                                           |
|  |                                                         | Joseph Joute                                 | 4. března 2020     | 13. dubna 2021     | Jovenel Moïse                                           |
|  |                                                         | Claude Joseph (zastupující)                  | 14. dubna 2021     | 20. července 2021  | Jovenel Moïse                                           |
|  |                                                         | Ariel Henry (zastupující)                    | 20. července 2021  | 25. února 2024     | Ariel Henry                                             |
|  |                                                         | Michel Patrick Boisvert (zastupující)        | 25. února 2024     | 25. dubna 2024     | Michel Patrick Boisvert                                 |
|  |                                                         | Fritz Bélizaire (zastupující)                | 30. dubna 2024     | 2024               | Edgard Leblanc Fils                                     |
|  |                                                         | Axan Abellard                                | 2024               | 2024               |                                                         |